# I Am ((G)I-dle)
I Am  è l'EP di debutto del gruppo musicale sudcoreano (G)I-dle, pubblicato digitalmente il 2 maggio 2018 e fisicamente il 3 maggio 2018 dalla Cube Entertainment. L'EP contiene sei tracce tra cui la title track Latata, composta da Big Sancho e da Soyeon, membro del gruppo.

## Antefatti
Il 18 aprile 2018, la Cube Entertainment annunciò tramite social che il gruppo avrebbe debuttato con l’EP I Am, insieme alla title-track "Latata", successivamente le immagini  con ciascuno dei membri sono state pubblicate il 23 e 24 aprile 2018.

## Promozione
Le (G)I-dle tennero uno showcase per il debutto, presso l'iMarket Hall di Blue Square il 2 maggio, dove hanno eseguito "Latata" e "Maze".
Il gruppo ha iniziato a promuovere la loro title track "Latata" il 3 maggio. Prima hanno eseguito la canzone su M Countdown, seguito da esibizioni su Music Bank di KBS, Show di MBC! Music Core e Inkigayo. Hanno ricevuto il loro primo premio musicale da quando hanno debuttato il 22 maggio 2018 al programma The Show. Due giorni dopo, il 24 maggio, il gruppo ha vinto il secondo per "Latata" al programma musicale M Countdown.

## Tracce
1. Latata – 3:22 (testo: Jeon So-yeon – musica: Jeon So-yeon, Big Sancho)
2. $$$ – 3:31 (testo: Jeon So-yeon, Le'mon – musica: Mono, Tree, Le'mon)
3. Maze – 3:20 (testo: Son Young-jin, Ferdy, Jeon So-yeon – musica: Son Young-jin, Ferdy)
4. Don't Text Me – 3:36 (testo: Big Sancho, Park Hae-il, Jerry Potter, Jeon So-yeon – musica: Big Sancho, Park Hae-il)
5. What's in Your House? (알고 싶어?, Algo ShipeoLR) – 3:27 (testo: Arin, Vincenzo, Fuxxy, Any Masingga, Jeon So-yeon – musica: Arin, Vincenzo, Fuxxy, Any, Masingga)
6. Hear Me (들어줘요?, DeuleojwoyoLR) – 3:56 (testo: Son Young-jin, Noh Kyung-min – musica: Son Young-jin)

## Formazione
- Jeon So-yeon – rap
- Cho Mi-yeon – voce
- Minnie – voce
- Seo Soo-jin – voce, rap
- Song Yuqi – voce
- Yeh Shuhua – voce

## Successo commerciale
I Am debuttò al numero tredici della Gaon Album Chart pubblicata il 29 aprile 2018. L'EP debuttò anche al numero sette e da allora raggiunse il numero cinque della Billboard's World Albums il 9 maggio 2018. L'EP vendette 1 000 copie in Nord America a partire dall'agosto 2018.
L'EP rimase al numero tredici della Gaon per il mese di maggio 2018, con 15888 copie vendute. L'EP vendette oltre 21 916 copie fisiche a partire da luglio 2018.
Latata si classificò al numero trentasette su Bugs 2018 Year End Top 100 mentre I Am al numero undici della Billboard's Best K-pop Album del 2018.

## Classifiche
| Classifica (2018) | Posizione massima |
| ----------------- | ----------------- |
| Corea del Sud     | 6                 |

## Date di pubblicazione
| Paese         | Data          | Formati           | Etichetta                   |
| ------------- | ------------- | ----------------- | --------------------------- |
| Mondo         | 2 maggio 2018 | Download digitale | Cube Entertainment, Kakao M |
| Corea del Sud | 2 maggio 2018 | Download digitale | Cube Entertainment, Kakao M |
| CD            | 2 maggio 2018 |                   | Cube Entertainment, Kakao M |